# Bocca di rana

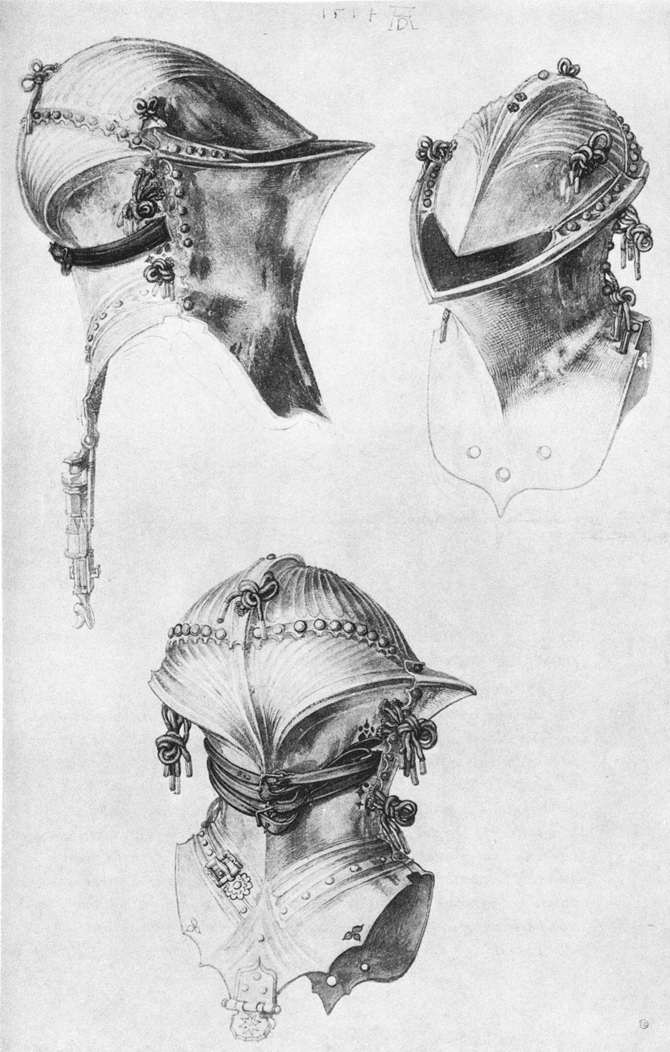
Elmo a bocca di rana - ill. di Albrecht Dürer.

La bocca di rana (italianizzazione di Krötenkopfhelm in lingua tedesca, seppur oggi si preferisca usare la variante Stechhelm), anche elmo da giostra, è una tipologia di elmo appositamente disegnato nel XV secolo per la giostra, parte della pesante armatura da giostra del tipo Stechzeug. Manufatto interamente realizzato in acciaio, costituisce la più solida ed ingombrante arma bianca difensiva per la testa mai realizzata.

## Storia
La bocca di rana venne sviluppata nel XV secolo dal modello del grande elmo tubolare del XIII-XIV secolo. Differentemente dall'archetipo però, utilizzato sia nei tornei che nelle battaglie vere e proprie, la bocca di rana fu invece accorgimento difensivo destinato unicamente ad un utilizzo ludico, incaricato di coronare le sempre più specializzate armature da giostra che andavano parallelamente distaccandosi dal modello dell'armatura a piastre "gotica".
Differentemente dalle altre tipologie di elmo, la bocca di rana si aggancia direttamente sulla parte superiore della corazza, onde garantire un più ottimale scarico delle forze messe in gioco dall'impatto della lancia contro il bersaglio. Come il grande elmo, anche la bocca di rana doveva essere forzatamente indossata dal portatore previa copertura della testa con un cappuccio di panno e cuoio.
Elmo di dimensioni ed ingombro enormi, interamente realizzato in acciaio, la bocca di rana garantiva all'utente una scarsissima visibilità.
Una stretta feritoia separava la calotta/visiera dalla ventaglia: in sostanza, il cavaliere era messo nelle condizioni di poter vedere solo il suo avversario, all'estremo opposto della lizza. Alla fine della carica, poco prima dell'impatto della lancia contro il bersaglio, il portatore doveva reclinare la testa all'indietro onde "nascondere", o meglio chiudere, la feritoia visiva per evitare che schegge dell'astile ligneo della lancia avversaria vi penetrassero. Nonostante tutta questa serie di accorgimenti difensivi, nemmeno la bocca di rana era in grado di garantire a pieno l'incolumità del portatore. Proprio a causa di una scheggia di lancia penetrata nella ridottissima feritoia dell'elmo morì infatti il sovrano Enrico II di Francia durante il suo scontro con Gabriele I di Lorges, conte di Montgomery durante i festeggiamenti parigini successivi alla sigla del trattato di pace di Cateau-Cambrésis (1º luglio 1559).

## Costruzione
La bocca di rana si connatura come una sorta di ibrido tra il grande elmo tubolare del XIII secolo e l'elmo chiuso:
- la visiera è del tutto assente. La calotta dell'elmo ha sezione a "lobo", tondeggiante sul posteriore ed appuntita frontalmente, con una bassa cresta discendente che solca da un capo all'altro la sua superficie;
- la mentoniera è in realtà un'enorme barbozza: una piastra in metallo semi-cilindrica, coprente il volto del portatore tanto quanto la sua gola, slavata e protendentesi verso l'esterno nella parte superiore a formare, insieme alla visiera, l'effetto "bocca di batrace" che merita all'elmo il suo nome.

Calotta e ventaglia poggiano su un corpo semi-cilindrico che sviluppa dalla base dell'elmo, a sua volta studiata per poggiare direttamente sulla parte superiore della corazza toracica, e che costituisce il para-nuca della bocca di rana. In alcuni esemplari, la ventaglia era incernierata al supporto posteriore e poteva essere aperta sul davanti per permettere al cavaliere un'efficace aerazione senza dover slacciare l'ingombrante elmo da giostra.

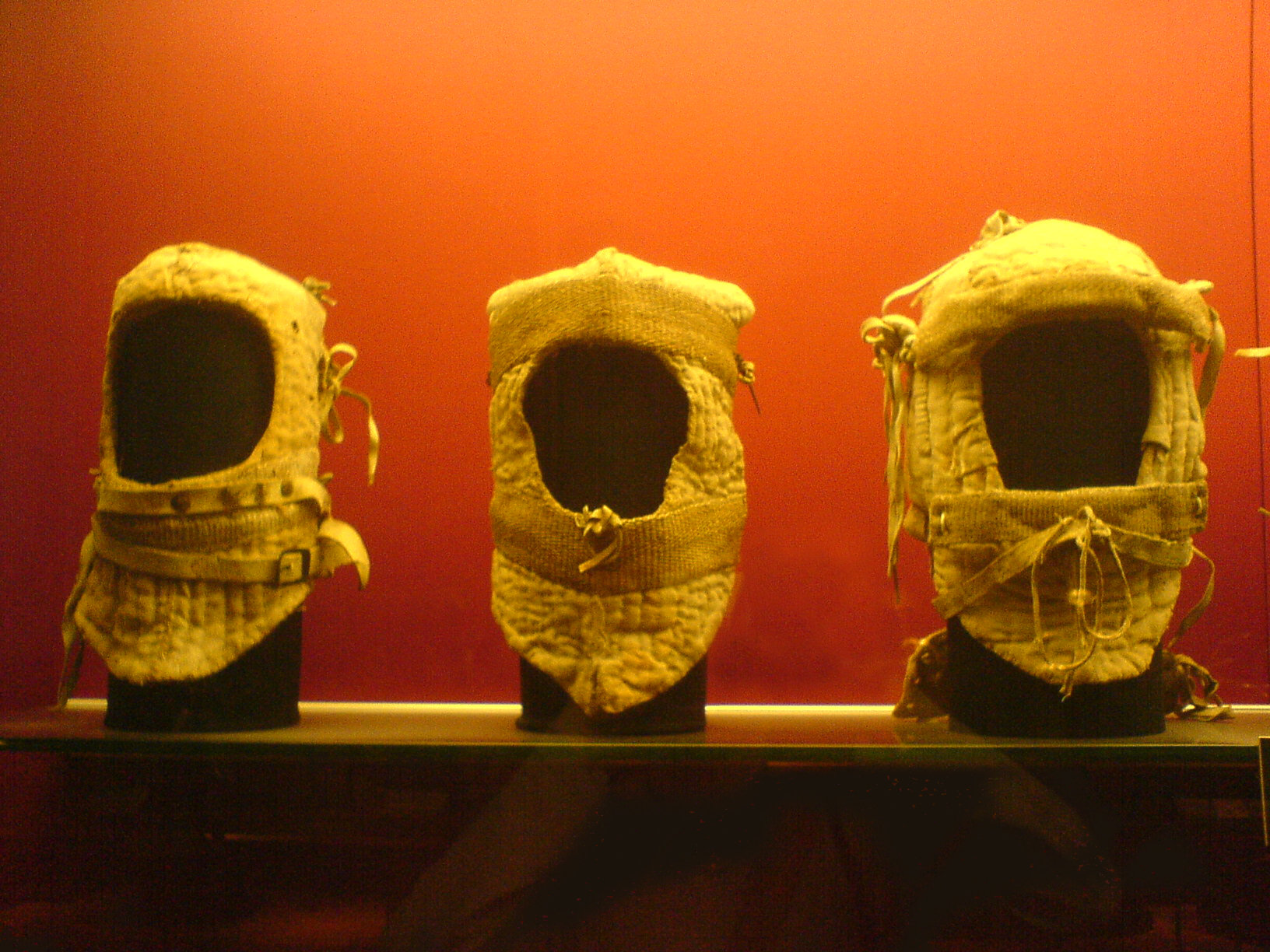
Cappucci in cuoio per grande elmo e/o bocca di rana.
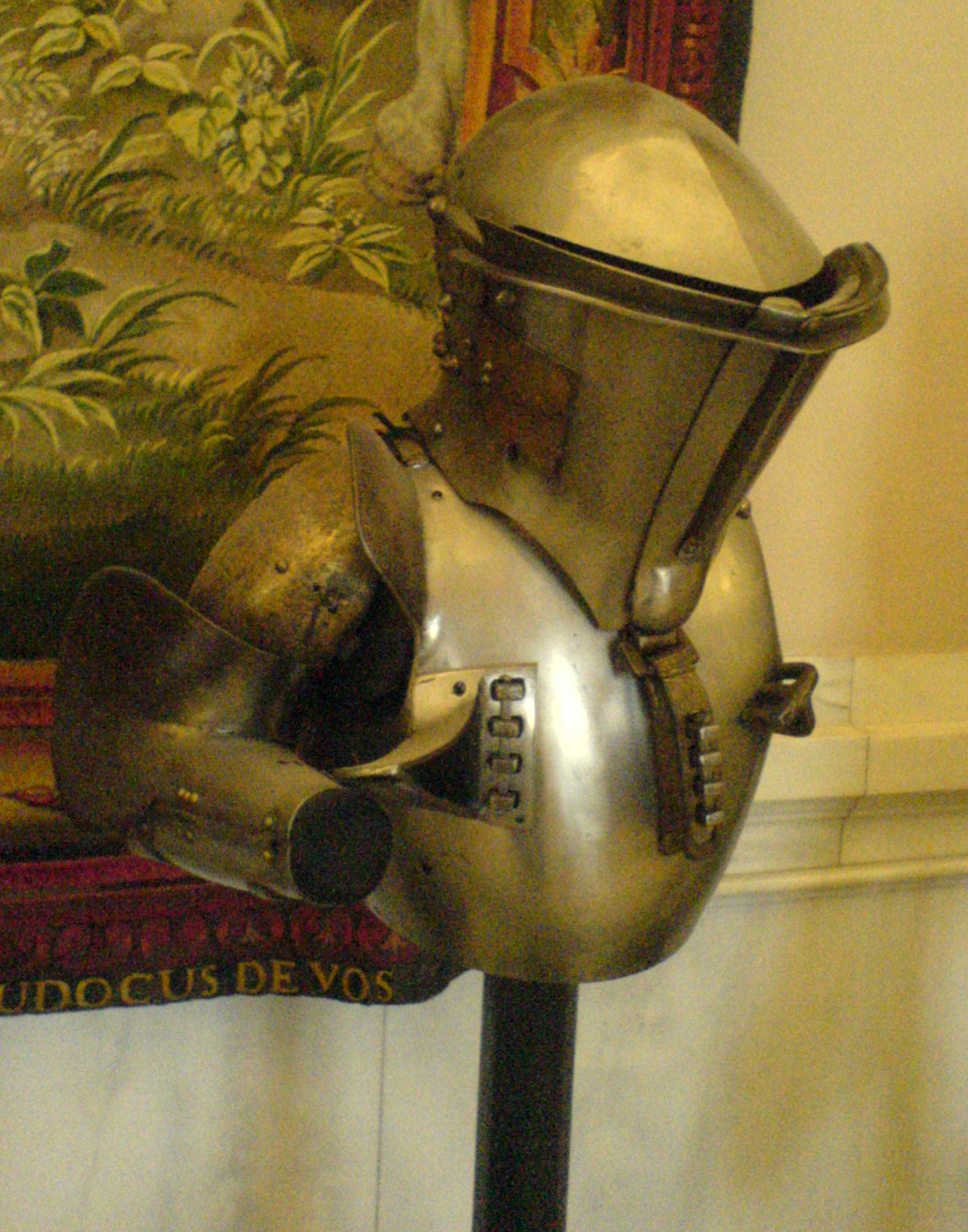
Bocca di rana assicurata su armatura a piastre non ancora del tipo "da giostra".